# 禹州市
禹州市（うしゅう-し）は、中華人民共和国河南省許昌市に位置する県級市。

## 地理
禹州市は伏牛山山脈と豫東平原の中間に位置し、市内を当座に潁河が流れている。

## 歴史
中華文明の発祥の地とされる。市内北部の具茨山脈、西部の大鴻寨山脈は黄帝と密接な関係のある有熊氏及び方嫘氏、大鴻氏、風后氏の活動地域であった。『荘氏』などには黄帝をはじめ顓頊、嚳、堯、舜などの支配地が禹州にあったとされ、特に大禹は禹州を中心に治水事業を行った功績により舜より夏伯に封じられ禹州を夏邑と改称、この地で即位し夏朝を建てたとされ、同時代の瓦店遺跡が発掘され夏朝の王城跡に比定、夏商周断代工程の中での重要遺跡に指定されている。
周代になると前408年に韓が国都を平陽より陽翟に遷都、これが現在の禹州に相当する。紀元前375年、韓が鄭を滅ぼすと新鄭に遷都したが、5年後に再び陽翟に遷都し、以降元代に至るまで陽翟の名称が使用された。
明初に陽翟県は廃止され、鈞州に編入、1575年（万暦3年）に万暦帝の諱（翊鈞）を避け禹州と改称された。1912年（民国元年）、州制の廃止により禹県が誕生、1988年6月25日に県級市に改編された際に禹州市とされ現在に至る。

## 行政区画
5街道、19鎮、1郷、1民族郷を管轄する：
- 街道
  - 潁川街道、夏都街道、韓城街道、鈞台街道、褚河街道
- 鎮
  - 火竜鎮、順店鎮、方山鎮、神垕鎮、鴻暢鎮、梁北鎮、古城鎮、無梁鎮、文殊鎮、鳩山鎮、范坡鎮、郭連鎮、朱閣鎮、浅井鎮、方崗鎮、花石鎮、張得鎮、萇荘鎮、小呂鎮
- 郷
  - 磨街郷
- 民族郷
  - 山貨回族郷

## 観光地
- 鈞窯遺跡 - 北宋代の官窯で五大名窯の一
- 呉道玄（呉道子）故里